# Mike Jones (jazzpianist)
Mike Jones (Buffalo (New York), 11 augustus 1962) is een Amerikaanse jazzpianist. Bij een groter publiek is hij bekend door zijn optredens met het goochelduo Penn and Teller, hij doet dat sinds 2002. Zijn stride- en swing-georiënteerde spel werd beïnvloed door onder meer Mike McKenna.

## Biografie
Jones begon al op zijn tiende professioneel op te treden. Op aanraden van Oscar Peterson ging hij studeren aan Berklee School of Music in Boston (1981-1986). Hij bleef hier hangen en trad in de stad op met o.m. Herb Pomeroy, Dick Johnson en Gray Sargent. Tevens was hij actief als pianist en muzikaal leider van de tv-show van Nancy Merrill. Verder trad hij meerdere jaren op in jazzclubs in het noordoosten van Amerika. In 1994 verscheen op Chiaroscuro Records zijn eerste album, Oh, Look At Me Now. later gevolgd door de live-plaat Runnin' Wild (1996, opgenomen in zijn geboorteplaats). Hierna verschenen nog andere platen, waaronder Live at Steinway Hall (opgenomen in New York). Tegenwoordig neemt hij op voor Capri Records.
Hij trad op op het Floating Jazz Festival (op de schepen S.S. Norway en, later, de Queen Elizabeth 2). Jones ging werken in Las Vegas, waar hij 'ontdekt' werd door Penn Jillette. Sinds 2002 maakt hij deel uit van de Penn & Teller show, tegenwoordig speelt hij nog iedere avond met het duo in de Rio All Suite Hotel and Casino. Jones schreef de herkenningsmelodie voor Penn Jillette's radioshow Penn Radio en muziek voor de Broadway-show "Penn & Teller On Broadway", waarin hij ook optrad. Hij speelde verder in het tv-programma Penn & Teller Fool Us.
Jones woont in Las Vegas.